# Вторгнення на Корсику (1553—1558)
Вторгнення на Корсику в 1553—1558 рр. — напад об'єднаного франко-османського війська, яке за допомогою корсиканських вигнанців намагалось захопити острів Корсика, що належав Генуезькій республіці, союзнику Карла V Габсбурга. Вторгнення на Корсику велось як окрема кампанія в ході франко-габсбурзької італійської війни 1551—1559 рр.
Острів мав важливе стратегічне значення в західному Середземномор'ї, оскільки перебував в центрі мережі зв'язків між іспанськими та італійськими володіннями Габсбургів і слугував в якості проміжної зупинки для невеликих човнів, що курсували між Іспанією та Італією.
Вважається, що під час спільного вторгнення на Корсику в 1553 році франко-османський військовий союз досяг свого піку. Вторгнення здійснювалось об'єднаним християнсько-мусульманським військом на користь Франції.

## Передумови
Острів Корсика потрапив під вплив Генуї з кінця XIII ст. З 1450 року Генуезька республіка передала управління островом своєму банку Святого Георгія.
У 1551 р. французький король Генріх II вступив у велику війну з габсбурзьким імператором Карлом V, розпочавши Італійську війну 1551—1559 рр. В пошуках союзників та дотримуючись політики франко-османського альянсу свого батька Франциска I, 1 лютого 1553 р. Генріх II почав координувати свої дії на морі з флотом Османської імперії. 1552 року, ще до офіційного укладання франко-османського договору, османський флот у супроводі французького посла Габріеля де Луе переміг генуезький флот на чолі з Андреа Доріа в битві при Понці.
1 лютого 1553 р. Генріх II уклав із османським султаном Сулейманом Пишним новий франко-османський союзний договір, що передбачав спільні військово-морські дії проти Габсбургів у Середземномор'ї.

## Операції

### Компанія 1553 року

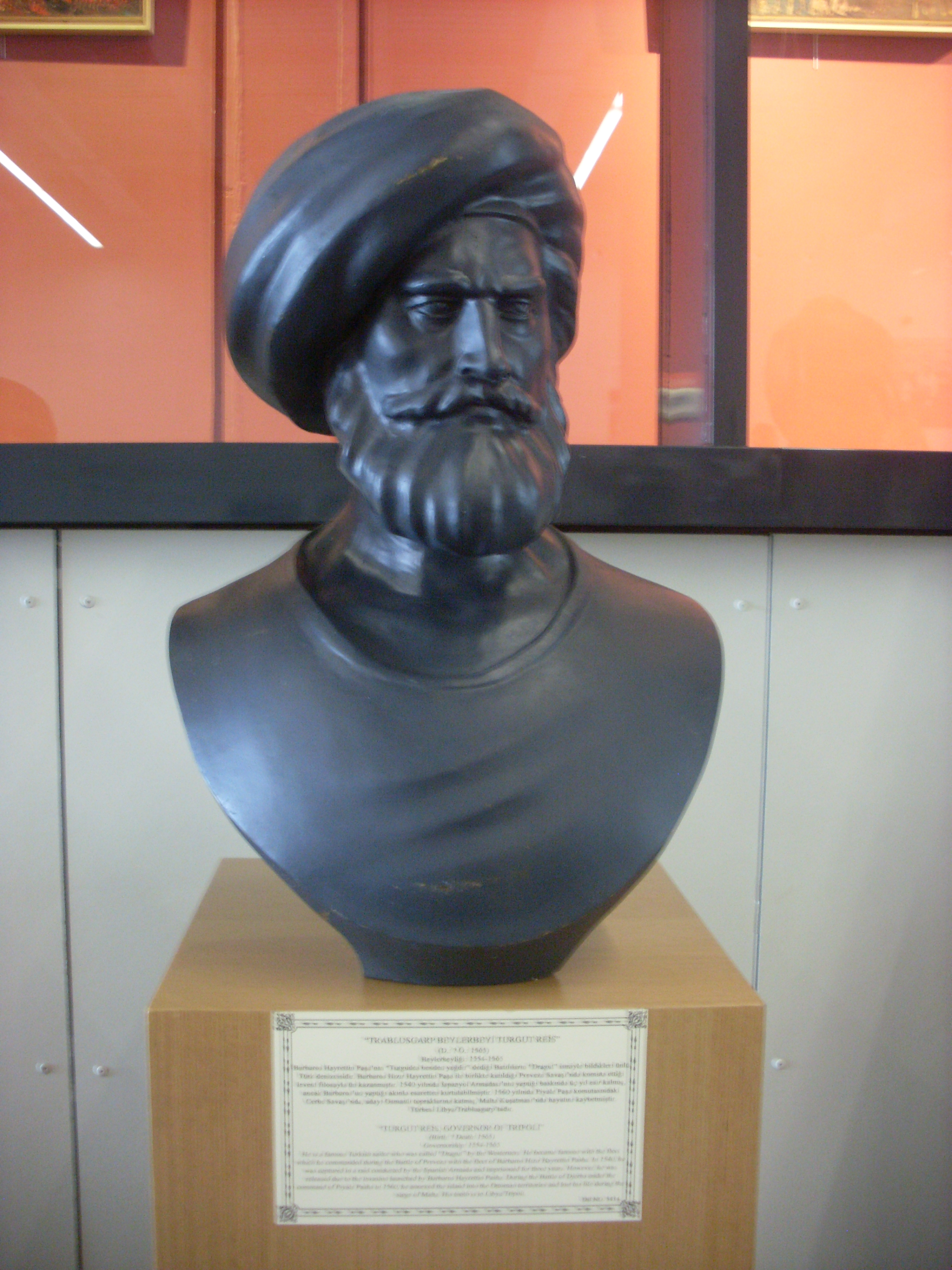
Тургут-реїс, командувач османськими силами

В 1553 році в Італії вже перебували дві французькі армії — маршала де Бриссака в П'ємонті і генерала де Терма в Тоскані. Останньому було доручено здійснення висадки на Корсику.
Османський флот Тургут-реїса і галери барона Ескаліна дез Емара з'єднались пізніше, ніж очікувалось, оскільки відплиття османського флоту з Алжиру затримувалось через інтриги і, можливо, підкуп імперцями декількох османських командирів. Це дозволило генуезькому головнокомандуючому Андреа Доріа вжити заходів для підвищення обороноздатності острова. Були підсилені гарнізони в Сен-Флорані, Боніфачо і Кальві, на острів були доставлені артилерія, спорядження і два генуезьких комісари.
3 серпня османський флот нарешті з'явився в Тиренському морі, де атакував острів Ельбу і напав на Пйомбіно, а після цього підійшов до порту Маремма в республіці Сієна (яка була союзником французів), де прийняв на борт французькі війська. На думку Фернана Броделя, Поль де Терм до того часу ще не отримав інструкції від короля, і рішення про напад на Корсику було прийнято на нараді французьких офіцерів в Кастільйоне-делла-Пеская. Окрім французів, в экспедиції взяли участь біля 4 тис. корсиканців (20 рот) на чолі з досвідченими кондотьєрами Бернардино д’Орнано, Сампієро Корсо та Джордано Орсіні (галлізований як «Журдан де Урсін»).
За допомогою османів французам вдалося зайняти міцні позиції на острові й майже повністю його захопити, до великого незадоволення Святого Престолу. Бастія була захоплена 24 серпня 1553 року, а 26 серпня Паулін де ла Гард з'явився перед Сен-Флоран. Боніфаччоо був захоплений у вересні. Наприкінці вересня, коли зі значних укріплень на острові не захопленим залишався лише Кальві, османський флот вирішив залишити блокаду та повернутися зі здобиччю до Константинополя.
Коли османський флот пішов на зимівлю до Стамбулу, а французький флот повернувся до Марселя, на острові разом із корсиканськими повстанцями залишилось лише 5000 старих французьких солдатів і загальний успіх корсиканської операції був поставлений під загрозу.

### Контрудар генуезців (1553—1554)

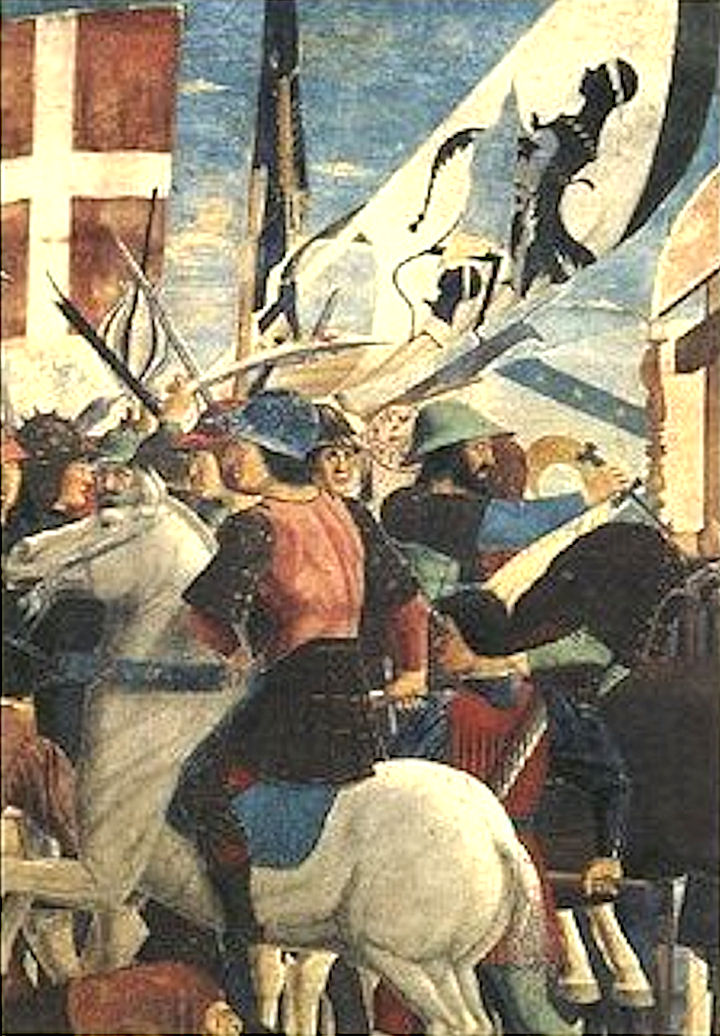
Битва корсиканців з генуезцями.

Генріх II розпочав переговори з Генуєю в листопаді, але замість мирних переговорів, Генуя підготувала військовий флот на чолі з Андреа Дорія з армією в 15 000 чоловік і розпочала тривале відвоювання острова облогою Сен-Флорана.
Османський флот, що знаходився в цей час у Середземному морі під керівництвом Тургут-реїса запізнився і лише пройшов вздовж узбережжя Неаполя, перш ніж повернутися до Константинополя. Французи отримали допомогу лише від алжирських галіотів.

### Франко-османські операції (1555–58)
До 1555 року французи були вигнані з більшості прибережних міст і флот Дорії покинув театр бойових дій, але багато внутрішніх районів острова залишилися під контролем Франції. У 1555 р. Журден де Урсін замінив де Терма і був названий «Гувернером і генерал-лейтенантом дю роай Дан Корс» .
Французький посол в османській Порті Кодіньяк, щоб благати про відправлення флоту, був змушений вирушити до османської штаб-квартири в Персії, де головні османські війська були задіяні в Османсько-перській війні (1532—1555) проти Імперії Сефевідів. Під час облоги Кальві турецький флот стояв в стороні від подій і мало сприяв французам. Та ж бездіяльність мала місце під час облоги Бастії, яку відвоювали генуезці. Турецький флот, посланий на допомогу, був сильно вражений чумою і пішов додому, буксируючи порожні кораблі.
Ще один османський флот був відправлений в Середземне море в 1558 році для стратегічної підтримки Франції, але флот затримався з приєднанням до французького флоту на Корсиці поблизу Бастії, можливо, через невиконання командиром Тургут-реїсом наказів Сулеймана. Натомість османський флот здійснив вторгнення на Балеарські острови. Сулейман вибачиться у листі до Генріха наприкінці 1558 року.
Нарешті, в Като-Камбрезькому мирному договорі 1559 року сторони узгодили, що французи мають повернули Корсику Генуезькій республіці.

## Галерея

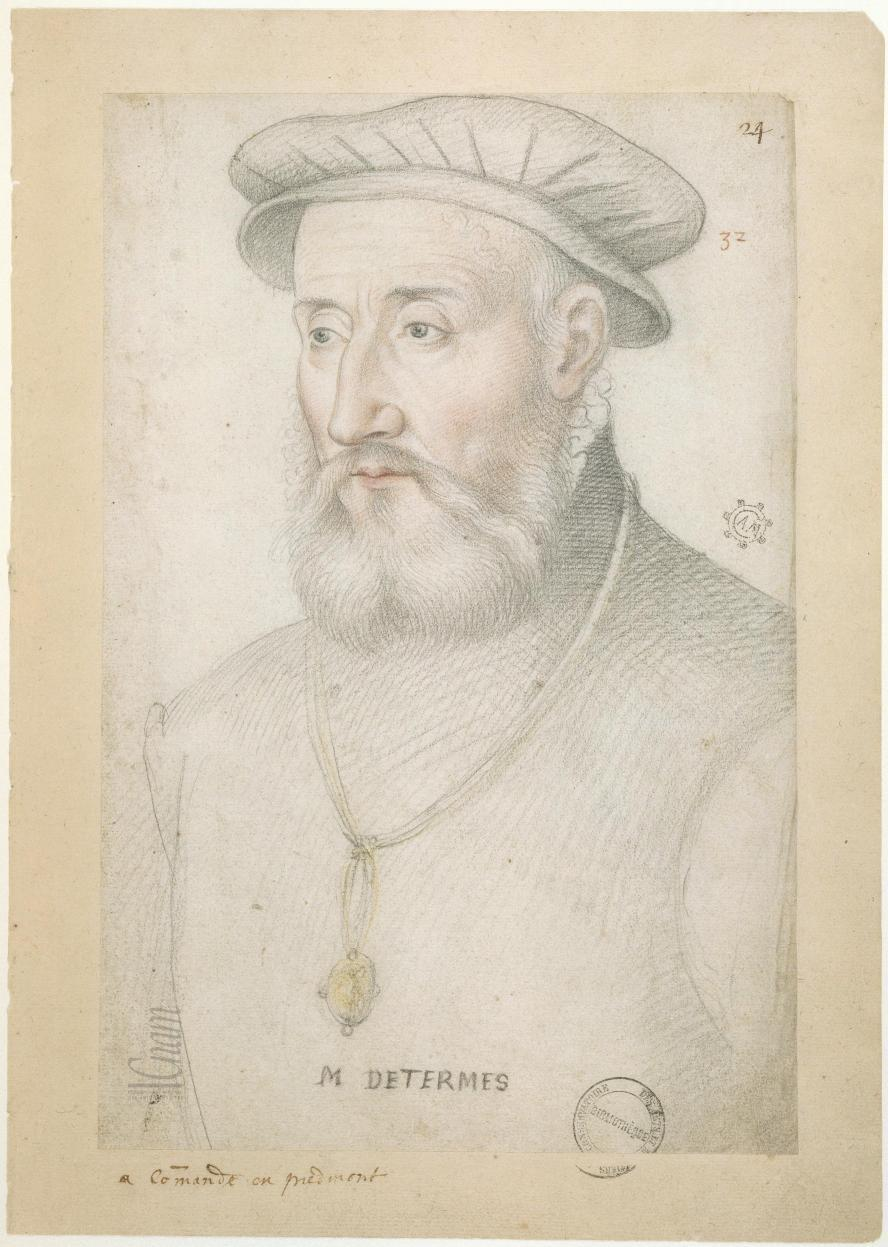
Поль де Терм, командувач французькими силами
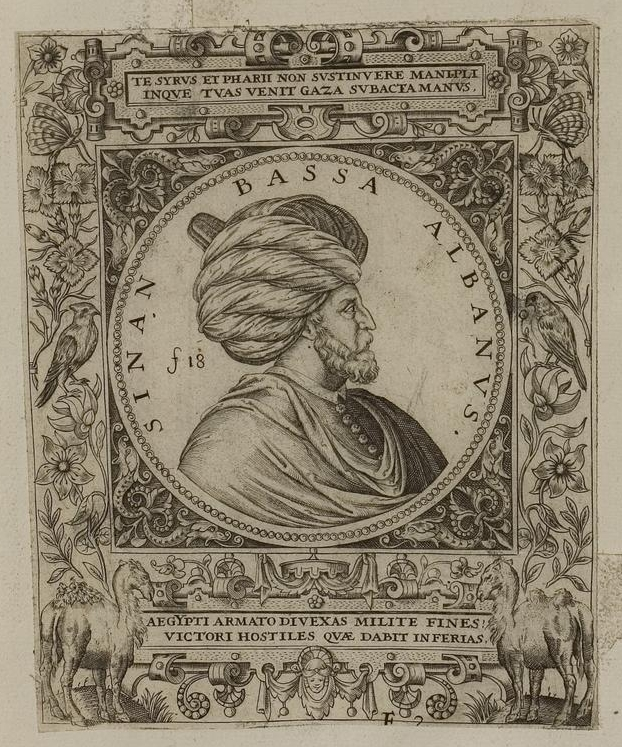
Коджа Сінан-паша, командувач османськими силами
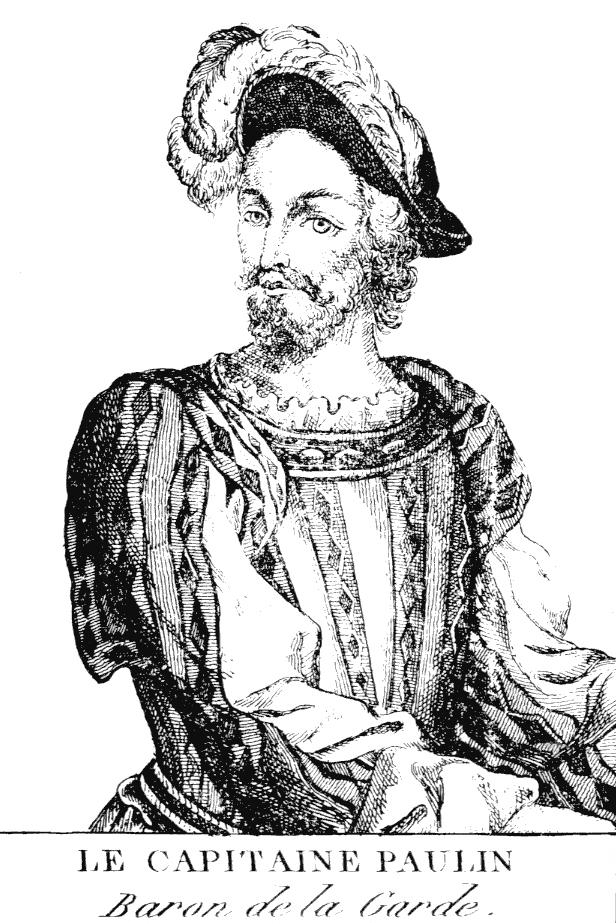
Барон де ла Гард, адмірал французького флоту
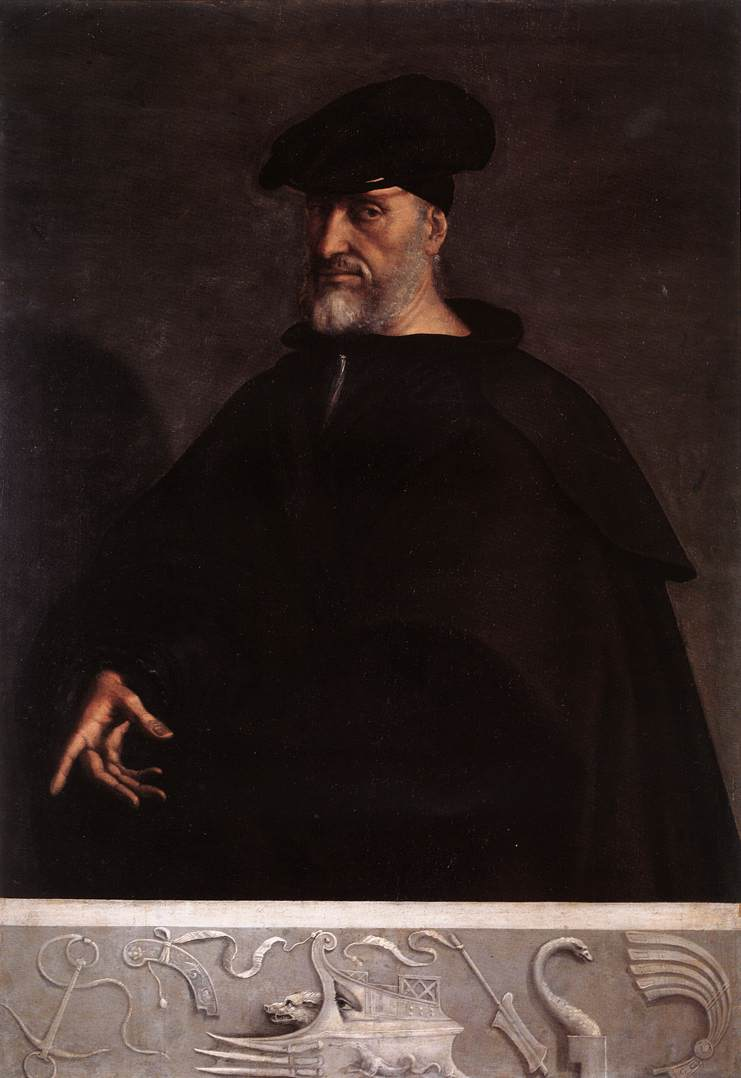
Андреа Дорія, командувач генуезькими силами
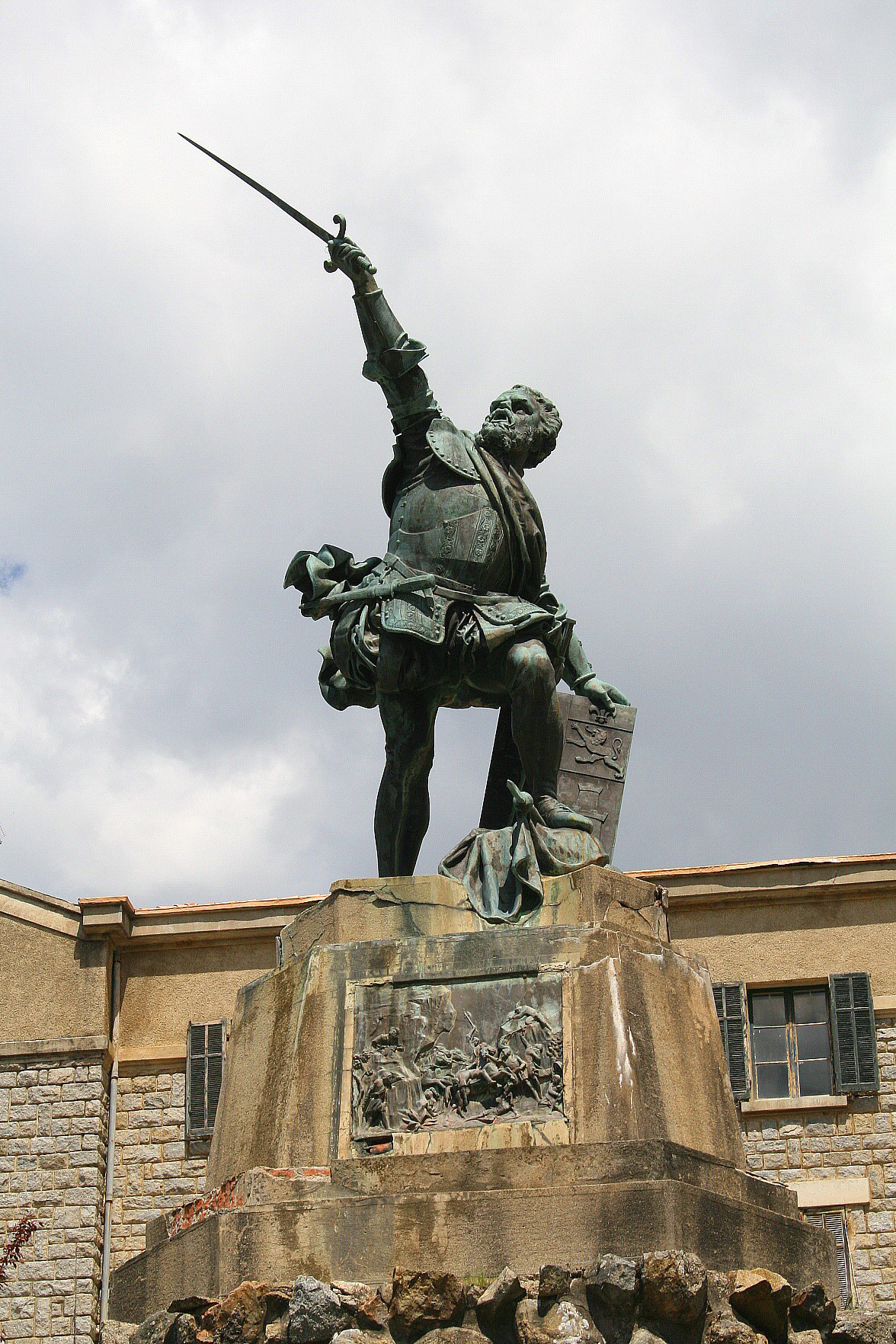
Статуя Сампієро Корсо в Бастеліці. Він сприяв франко-османському війську в захопленні Корсики